# Espérance Nyirasafari
Espérance Nyirasafari, née le 13 juillet 1972 au Rwanda, est une femme politique rwandaise. Elle est ministre du Genre et de la Promotion de la famille de 2016 à 2018 puis ministre des Sports et de la Culture de 2018 à 2019.

## Biographie
Ses parents sont tués lors du génocide des Tutsis de 1994, alors qu'elle est encore jeune.
En 2009, elle est secrétaire permanente du ministère de la Justice. Au moment de sa nomination ministérielle, le 5 octobre 2016, il est mentionné qu'elle était membre du Parlement. elle devient ministre du genre et de la promotion de la famille. Lors du remaniement ministériel du 31 août 2017, elle conserve son portefeuille. Elle est remplacée à ce poste en octobre 2018 par Solina Nyirahabimana.

## Vie privée
Elle est mariée et mère de trois enfants.